# انجمن مخدرات وطن
انجمن مخدرات وطن انجمنی زنانه بود که در سال ۱۲۸۹ در جریان جنبش مشروطه‌خواهی و جنبش ملی دهه ۱۲۸۰، با هدف سازمان‌دهی فعالیت‌های گوناگون برای استقلال ایران از تسلط کشورهای بیگانه و امپریالیستی شکل گرفت. اعضای این انجمن در میتینگ‌ها و تظاهرات جنبش مشروطه شرکت فعال داشتند و به دولت روسیه نامه‌های اعتراض‌آمیز دربارهٔ اقدامات امپریالیستی آن می‌نوشتند.

## تاریخچه
در دوره انقلاب مشروطه انجمن‌های سری و نیمه‌سری زیادی در ایران به وجود آمدند. در این دوران انجمن‌های زنان نیز به‌طور مخفیانه شکل گرفتند که در جنبش مشروطه شرکت می‌کردند. (بعدها، در سالهای پس از تشکیل مجلس و جنگ جهانی دوم انجمن‌هایی نیز تأسیس شدند که به حقوق زنان می‌پرداختند).
انجمن مخدرات وطن و سازمان‌های مشابه آن میتینگ‌های بزرگی دربارهٔ نقش زنان در جنبش ملی ۱۲۹۰ برای خارج ساختن انگلستان و روسیه از ایران برگزار می‌کردند.
آنها در مخالفت با قرارداد ۱۹۰۷ میلادی که ایران را تحت نفوذ انگلستان و روسیه قرار داده بود، تحریم کالاهای وارداتی را ابداع نمودند و برای کاهش واردات قند و شکر، به قهوه‌خانهها می‌رفتند و آنها را به عدم استفاده از قند خارجی یا حتی تعطیل کردن قهوه‌خانه (برای کاهش مصرف) تشویق می‌کردند.
اعضای انجمن مخدرات وطن استثمار کشورهای خارجی را عامل اصلی موقعیت فرودست زنان ایران در آن دوره می‌دانستند. هدف اصلی آنها تأکید بر حقوق زنان نبود، بلکه استقلال ایران از تسلط دیگر کشورها بود. مثلاً در یکی از مراوده‌های میان انجمن‌های زنان و هیئت روسی، این هیئت تلاش کرده بود زنان را متقاعد کند به دلیل اینکه قانون اساسی مشروطه حقوق زنان ایران را رعایت نکرده‌است، آنها نیز نباید برای حراست آن تلاش کنند. پاسخ گروه‌های زنان این بود که آنها خود نیز از شرایط خودشان ناراضی هستند اما مقصر، پیچیدگی‌های سیاسی ناشی از حضور قدرت‌های خارجی است (این نگرش بعداً در برخی از زنان فعال سیاسی انقلاب ۱۳۵۷ نیز دیده می‌شد).
در نخستین جلسه، هیئت مدیره این انجمن انتخاب شدند که عبارت بودند از: آغا بیگم نجم‌آبادی دختر آقا شیخ هادی نجم‌آبادی به عنوان رئیس، آغا شاهزاده امین به عنوان خزانه دار، صدیقه دولت‌آبادی به عنوان منشی.
دیگر اعضای سرشناس عبارت بودند از: همسر میرزا سلیمان خان میکده، مادر دکتر مهدیخان میکده، همسر ملک المتکلمین (مادر دکتر ملک‌زاده سناتور)، نزهت جهانگیر، عفت الملوک خواجه نوری، نظم الملوک خواجه نوری، همسر آقا سید کاظم رشتی، زینت الدوله، گلشن الملوک قهرمانی، ایران خانم (همسر اعتلاءالملک دختر مشارالسلطنه قدیمی)، همسر میرزا کاظم خوشنویس، همسر صدیق السلطنه، دختر سردار افخم، دختر سپهسالار تنکابنی، همسر مفخم الممالک، علویه خانم رشدیه (مؤسس مدرسه دخترانه عفاف و همسر میرزا حسن رشدیه)، نطاق النسوان (خواهر شیخ الممالک اورنگ)، درة المعالی (مؤسس مدرسه درة المدارس)، هما محمودی، ماهرخ گوهرشناس (خواهر مدیر صنایع) و امیرصحی ماه‌سلطان (که بعداً از فعالان حقوق زنان به ویژه تحصیل زنان شد) اشاره کرد.